# SN 1985O
SN 1985O – supernowa typu II odkryta 9 września 1985 roku w galaktyce UGC 511. W momencie odkrycia miała maksymalną jasność 16,50m.